# Somerset (Pennsilvània)
Somerset és una població dels Estats Units a l'estat de Pennsilvània. Segons el cens del 2000 tenia 6.762 habitants.

## Demografia
Segons el cens del 2000, Somerset tenia 6.762 habitants, 3.035 habitatges, i 1.717 famílies. La densitat de població era de 952,9 habitants/km².
Dels 3.035 habitatges en un 26,4% hi vivien nens de menys de 18 anys, en un 40,5% hi vivien parelles casades, en un 12,6% dones solteres, i en un 43,4% no eren unitats familiars. En el 38,6% dels habitatges hi vivien persones soles el 17,6% de les quals corresponia a persones de 65 anys o més que vivien soles. El nombre mitjà de persones vivint en cada habitatge era de 2,12 i el nombre mitjà de persones que vivien en cada família era de 2,82.
Per edats la població es repartia de la següent manera: un 21,9% tenia menys de 18 anys, un 8,5% entre 18 i 24, un 26,2% entre 25 i 44, un 21,9% de 45 a 60 i un 21,4% 65 anys o més.
L'edat mediana era de 40 anys. Per cada 100 dones de 18 o més anys hi havia 79,2 homes.
La renda mediana per habitatge era de 29.050$ i la renda mediana per família de 41.831$. Els homes tenien una renda mediana de 28.339$ mentre que les dones 19.492$. La renda per capita de la població era de 18.310$. Entorn del 7,8% de les famílies i l'11,6% de la població estaven per davall del llindar de pobresa.

## Poblacions més properes
El següent diagrama mostra les poblacions més properes.